# Oakland University

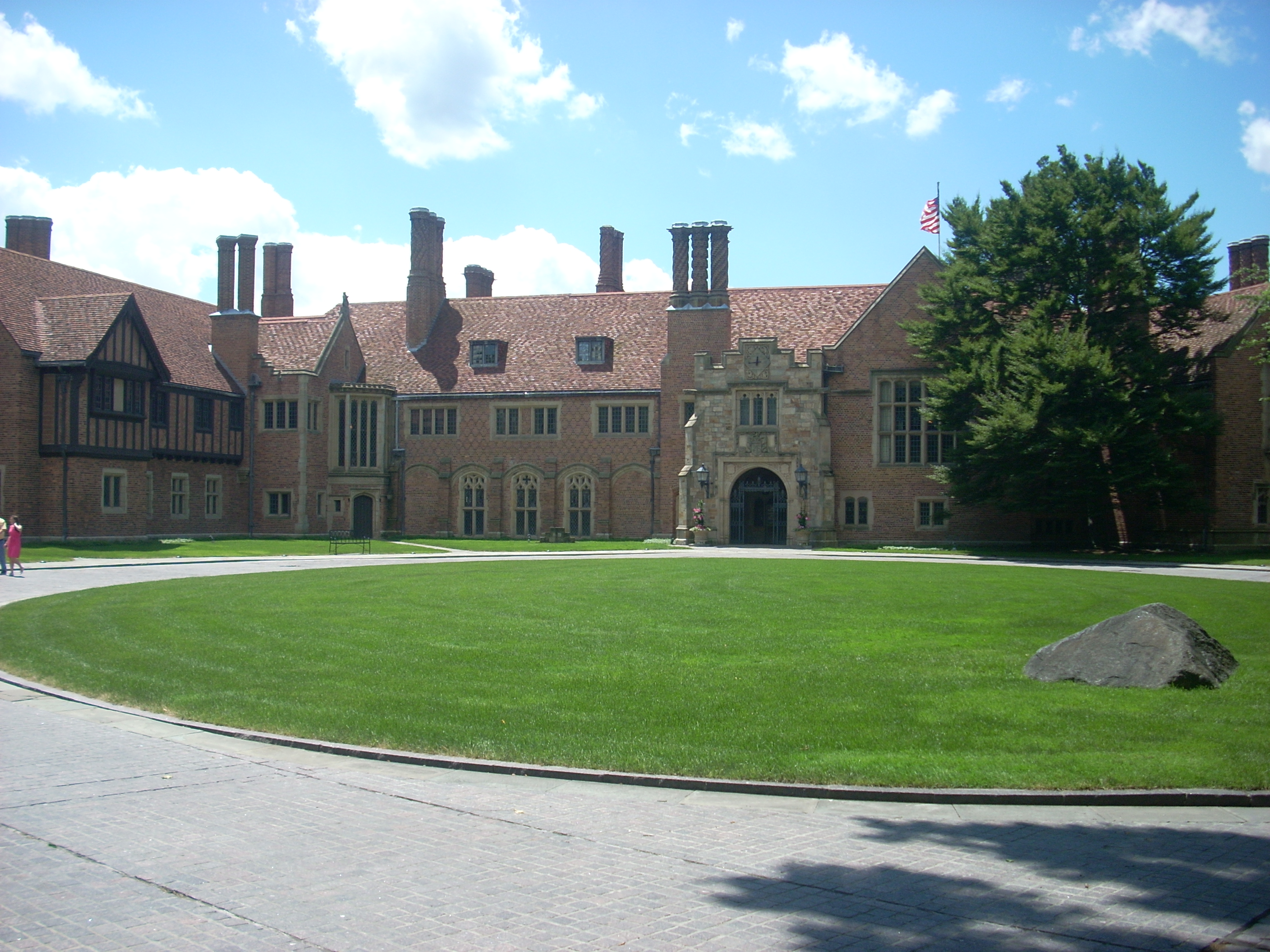
Meadow Brook Hall, ein 1929 fertiggestelltes Gebäude, das 1957 der heute Oakland University genannten Hochschule gestiftet wurde

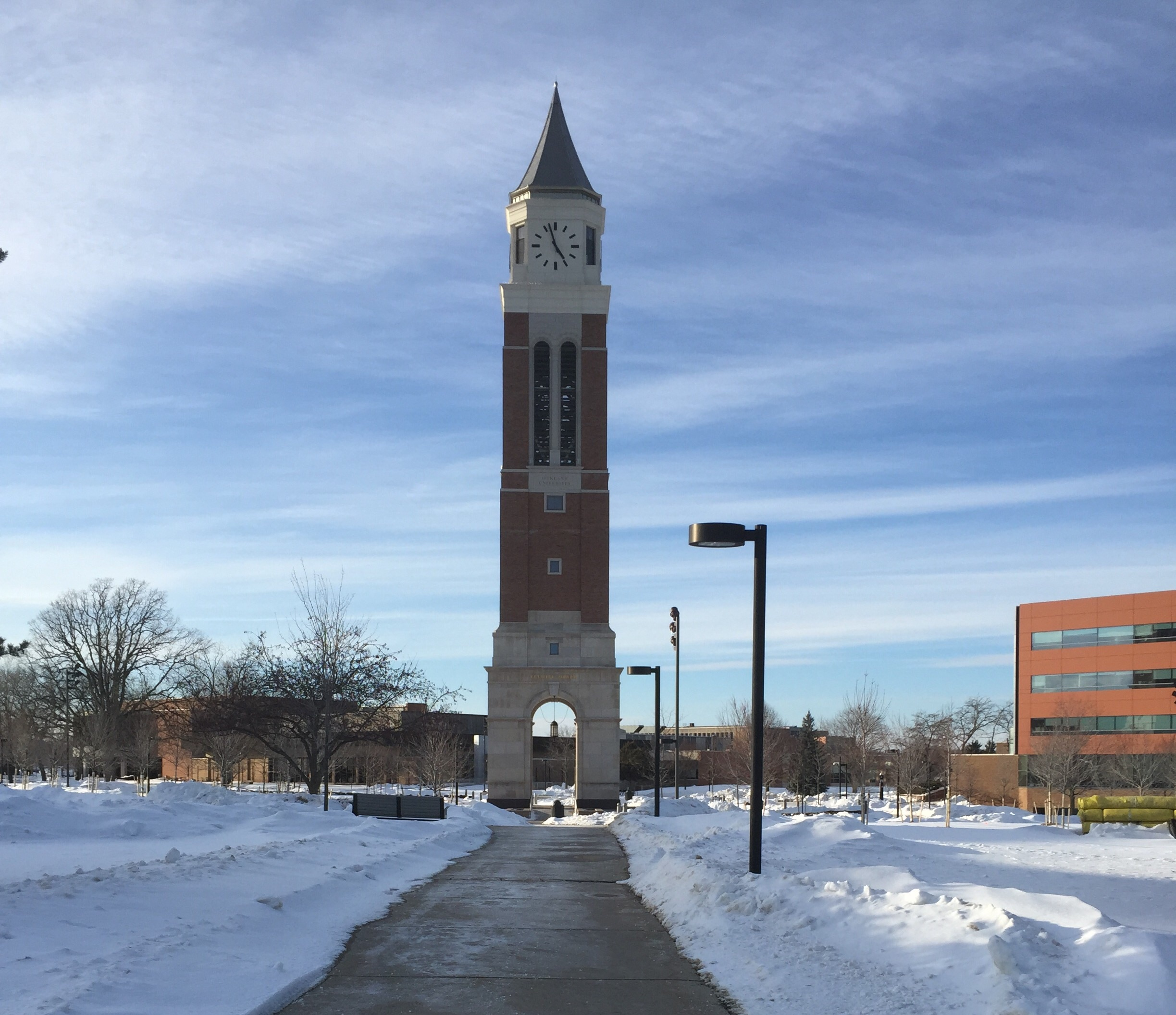
Der 2014 fertiggestellte Glockenturm (mit Carillon) Elliott Tower im Zentrum der Universität, aufgenommen 2015

Die Oakland University ist eine staatliche Universität in Rochester im US-Bundesstaat Michigan.

## Geschichte
Die Universität wurde 1957 gegründet, nachdem Matilda Dodge Wilson, die Witwe des Automobilherstellers John Francis Dodge, und ihr zweiter Ehemann, Alfred Wilson, der Michigan State University Land vermacht hatten. Zunächst wurde sie Michigan State University-Oakland benannt; sie erhielt ihren heutigen Namen 1963. Im Jahr 1970 wurde sie völlig unabhängig.

## Zahlen zu den Studierenden, den Dozenten und zum Vermögen
Im Herbst 2021 waren 17.170 Studierende an der Oakland University eingeschrieben. Davon strebten 13.771 (80,2 %) ihren ersten Studienabschluss an, sie waren also undergraduates. Von diesen waren 58 % weiblich und 42 % männlich; 6 % bezeichneten sich als asiatisch, 8 % als schwarz/afroamerikanisch, 5 % als Hispanic/Latino und 71 % als weiß. 3.399 (19,8 %) arbeiteten auf einen weiteren Abschluss hin, sie waren graduates. Es lehrten 1.259 Dozenten an der Universität, davon 652 in Vollzeit und 607 in Teilzeit.
2008 waren an der Hochschule 18.169 Studenten eingeschrieben. Insgesamt zählt die Universität über 131.000 Personen zu ihren Ehemaligen (Alumni).
Der Wert des Stiftungsvermögens der Universität lag 2021 bei 138,7 Mio. US-Dollar und damit 35,8 % höher als im Jahr 2020, in dem es 102,2 Mio. US-Dollar betragen hatte.

## Sport
Die Sportteams der OU sind die Oakland Golden Grizzlies. Die Hochschule ist Mitglied in der Horizon League.

## Persönlichkeiten
- Regina Carter – Jazz-Violinistin (MacArthur Fellowship)
- Robert Englund – Schauspieler (ohne Abschluss)
- Jasna Fazlić – Tischtennisspielerin
- David Hasselhoff – Schauspieler (ohne Abschluss)
- Rawle Marshall – Basketballspieler
- Jean Prahm – Bobsportlerin
- Elizabeth Reaser – Schauspielerin (ohne Abschluss)